# Синяя акула

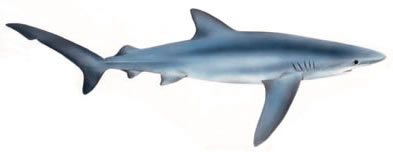

Си́няя аку́ла, или голуба́я аку́ла, или большая голубая акула, или моко́й (лат. Prionace glauca) — вид хрящевых рыб из семейства серых акул отряда кархаринообразных, выделяемый в монотипный род Prionace. Широко распространена во всём мире и обитает как в океане, так и у побережья, и является одной из наиболее распространённых акул на Земле. Этот вид более характерен для субтропических и умеренно тёплых вод, чем для тропической зоны.

## Ареал
Синяя акула имеет, вероятно, самый широкий ареал среди хрящевых рыб: она встречается почти повсеместно в умеренных и тропических водах. Живёт на глубинах от 0 до 350 метров. В умеренных морях синие акулы приближаются к берегу, где их могут наблюдать дайверы, а в тропических водах они предпочитают держаться на большей глубине. Ареал синих акул распространяется от Норвегии на севере до Чили на юге. Синие акулы встречаются у берегов всех континентов, кроме Антарктиды. Наибольшая концентрация акул этого вида в Тихом океане наблюдается между 20° и 50° северной широты, но численность подвержена сильным сезонным колебаниям. В тропиках эти акулы равномерно распределяются между 20° с. ш. и 20° ю. ш. Они предпочитают температурный диапазон 7—16 °C, но выдерживают температуру 21 °C и выше. Есть данные о регулярных миграциях в водах Атлантики, происходящих по часовой стрелке в пределах преобладающих течений. Одна особь, помеченная в водах Новой Зеландии, была повторно поймана у побережья Чили, куда она приплыла, преодолев расстояние около 1200 км.

## Описание
У синей акулы вытянутое стройное тело с длинными грудными плавниками. Окрас тела сверху синий, по бокам он становится светлее, брюхо белое. Синие акулы достигают 3,8 метров в длину и веса 204 килограммов. Максимально зарегистрированный вес составлял 391 кг. Первый спинной плавник начинается у каудального края грудных плавников. Гребень между спинными плавниками отсутствует. У основаниях хвоста имеются небольшие наросты.

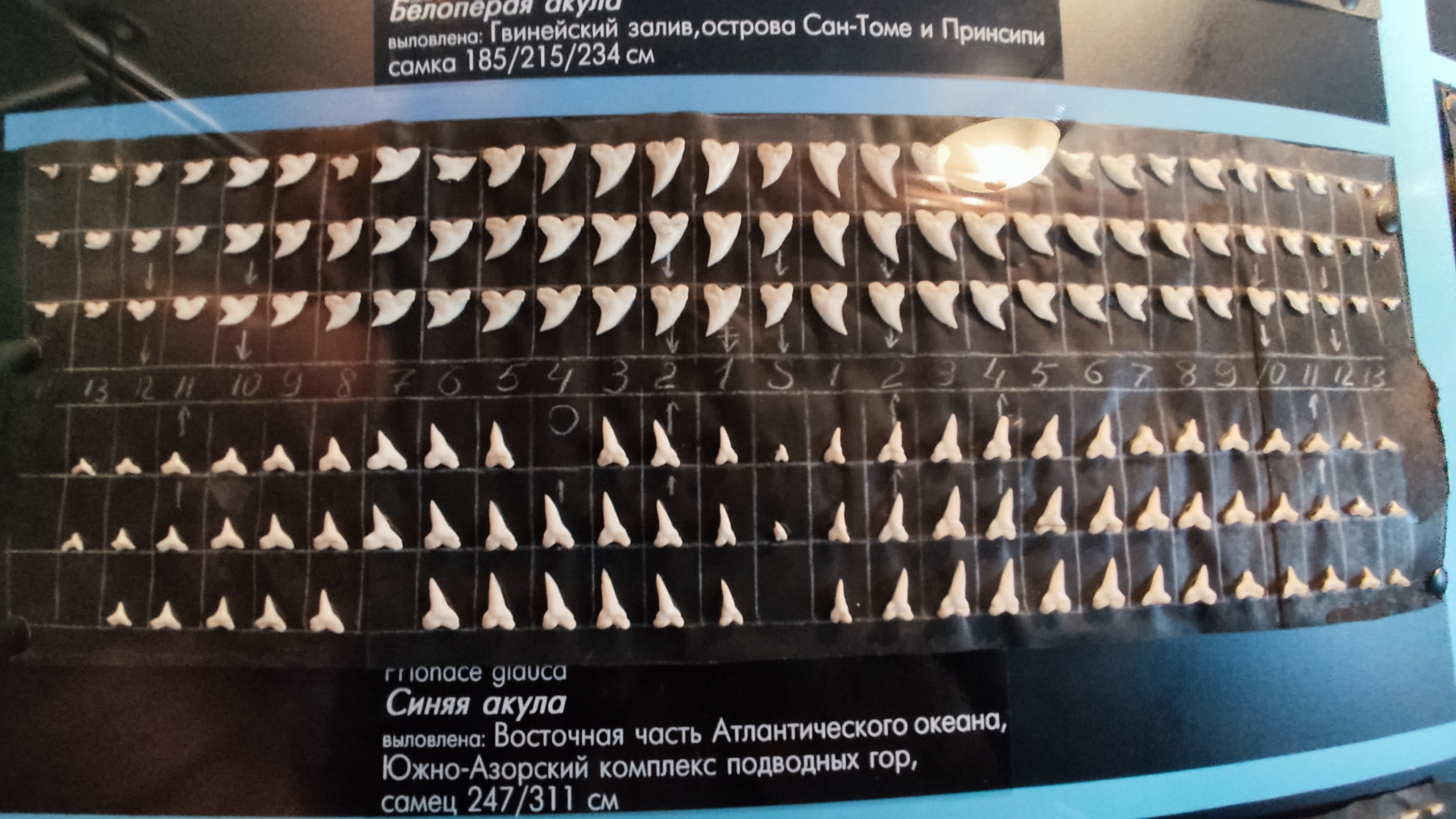
Зубы синей акулы на судне «Витязь» в Музее мирового океана в Калининграде

Зубы треугольные, скошенные, с зазубринами, но без боковых зубчиков. Нижние существенно отличаются от верхних: они менее массивные и не всегда зазубрены.

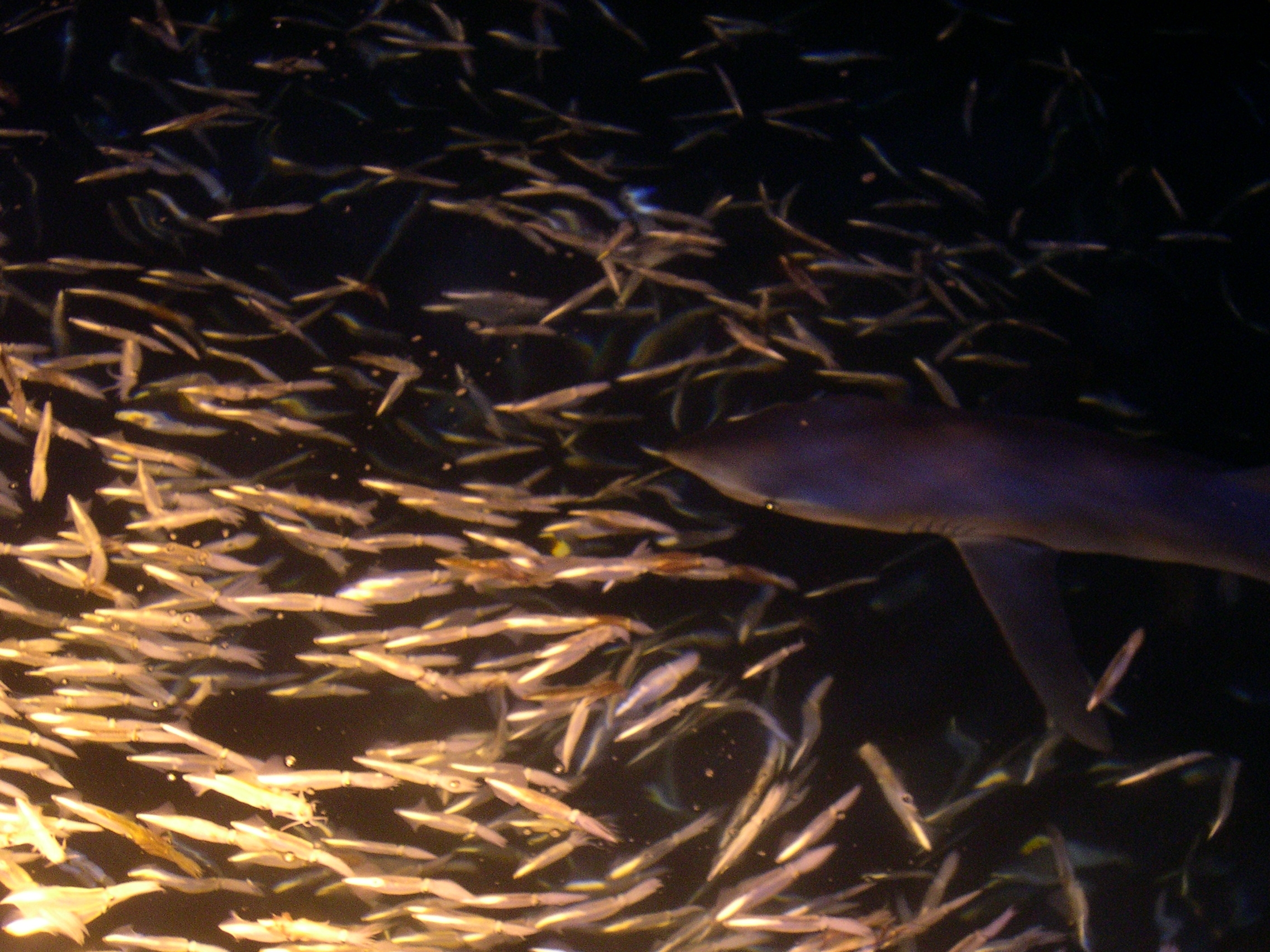
Синяя акула охотится на кальмаров

## Биология
Обычно синяя акула охотится на костистых рыб, моллюсков, таких как кальмары, каракатицы и осьминоги, и ракообразных. Также в её рацион входят небольшие акулы, трупы млекопитающих и иногда морские птицы. В желудках пойманных синих акул находили останки китов и морских свиней. Известно, что синие акулы поедают треску, попавшую в траловые сети. На тунцов они охотятся редко.
Взрослые синие акулы не имеют в природе естественных врагов, за исключением людей. Молодые особи могут стать жертвой крупных акул, таких как большая белая акула и тигровая акула.

### Размножение
Это живородящий вид акул, у которых из желточного мешка образуется плацентарное соединение между матерью и эмбрионом. В помёте от 4 до 135 новорождённых размером около 40 см. Беременность длится 9—12 месяцев. Самки достигают половой зрелости в возрасте 5—6 лет, а самцы 4—5. В ходе прелюдии к спариванию самец кусает самку, поэтому пол акул можно легко определить по наличию или отсутствию шрамов на спине. У самок кожа на спине в 3 раза толще, чем у самцов. Максимальная продолжительность жизни оценивается в 25 лет.

## Взаимодействие с человеком
Считается, что ежегодно в рыболовных сетях гибнет от 10 до 20 миллионов особей синей акулы. Её мясо используют в пищу, но оно не пользуется большой популярностью. На мировой рынок мясо этой акулы поступает в свежем, вяленом или замороженом виде иногда под названиями: «серая рыба», «каменный лосось», «морской угорь». Сообщено о высоком содержании тяжелых металлов (ртуть, свинец) в мясе синей акулы.
Кроме того, из синих акул делают рыбную муку, плавники используют в суп, а из жира печени производят витамины. Синяя акула является желанным трофеем у спортивных рыболовов за свою красоту и скорость.
Потенциально опасна для человека. В списке на 2011 год было зафиксировано 34 нападения этого вида. Из них 8 неспровоцированных атак привели к смерти жертвы. Осенью 2017 года было зафиксировано нападение стаи синих акул на терпящих бедствие нелегальных мигрантов у берегов Ливии в Средиземном море. Погиб как минимум 31 человек.
Синяя акула, как и большинство пелагических акул, плохо уживается в неволе. Попытки содержать их в круглых аквариумах большого диаметра и бассейнах глубиной 3 метра показали, что в лучшем случае рыбы живут менее 30 дней. Как и другим пелагическим акулам, им трудно избежать столкновения со стенками аквариума и другими препятствиями. В одном случае в океанариуме синяя акула чувствовала себя довольно хорошо, пока к ней не подселили акул-быков, убивших её. Особь, помещённая в 2008 году в аквариум в Нью-Джерси, прожила около 7 месяцев и умерла от бактериальной инфекции.